# Cirrhitus atlanticus
Cirrhitus atlanticus är en fiskart som beskrevs av Osório, 1893. Cirrhitus atlanticus ingår i släktet Cirrhitus och familjen Cirrhitidae. Inga underarter finns listade i Catalogue of Life.